# Louviers
Louviers és un municipi francès situat al departament de l'Eure i a la regió de Normandia. L'any 2007 tenia 18.120 habitants.

## Demografia

### Població
El 2007 la població de fet de Louviers era de 18.120 persones. Hi havia 7.630 famílies de les quals 2.843 eren unipersonals (1.122 homes vivint sols i 1.721 dones vivint soles), 2.002 parelles sense fills, 1.875 parelles amb fills i 910 famílies monoparentals amb fills.
La població ha evolucionat segons el següent gràfic:
Habitants censats

### Habitatges
El 2007 hi havia 8.568 habitatges, 7.780 eren l'habitatge principal de la família, 123 eren segones residències i 664 estaven desocupats. 4.252 eren cases i 4.296 eren apartaments. Dels 7.780 habitatges principals, 3.114 estaven ocupats pels seus propietaris, 4.539 estaven llogats i ocupats pels llogaters i 127 estaven cedits a títol gratuït; 460 tenien una cambra, 1.141 en tenien dues, 2.001 en tenien tres, 2.294 en tenien quatre i 1.884 en tenien cinc o més. 4.132 habitatges disposaven pel capbaix d'una plaça de pàrquing. A 3.967 habitatges hi havia un automòbil i a 1.990 n'hi havia dos o més.

### Piràmide de població
La piràmide de població per edats i sexe el 2009 era:
| Homes | Edats   | Dones |
| ----- | ------- | ----- |
| 5     | 95 o +  | 40    |
| 40    | 90 a 94 | 102   |
| 104   | 85 a 89 | 281   |
| 84    | 80 a 84 | 236   |
| 215   | 75 a 79 | 404   |
| 248   | 70 a 74 | 422   |
| 359   | 65 a 69 | 433   |
| 317   | 60 a 64 | 477   |
| 417   | 55 a 59 | 403   |
| 688   | 50 a 54 | 585   |
| 567   | 45 a 49 | 566   |
| 531   | 40 a 44 | 655   |
| 726   | 35 a 39 | 661   |
| 701   | 30 a 34 | 719   |
| 790   | 25 a 29 | 682   |
| 585   | 20 a 24 | 540   |
| 621   | 15 a 19 | 640   |
| 582   | 10 a 14 | 701   |
| 577   | 5 a 9   | 512   |
| 508   | 0 a 4   | 478   |

## Economia
El 2007 la població en edat de treballar era d'11.514 persones, 7.920 eren actives i 3.594 eren inactives. De les 7.920 persones actives 6.594 estaven ocupades (3.577 homes i 3.017 dones) i 1.326 estaven aturades (568 homes i 758 dones). De les 3.594 persones inactives 1.046 estaven jubilades, 951 estaven estudiant i 1.597 estaven classificades com a «altres inactius».

### Ingressos
El 2009 a Louviers hi havia 7.754 unitats fiscals que integraven 17.522 persones, la mediana anual d'ingressos fiscals per persona era de 16.006 €.

### Activitats econòmiques
Dels 961 establiments que hi havia el 2007, 7 eren d'empreses extractives, 18 d'empreses alimentàries, 6 d'empreses de fabricació de material elèctric, 43 d'empreses de fabricació d'altres productes industrials, 109 d'empreses de construcció, 253 d'empreses de comerç i reparació d'automòbils, 19 d'empreses de transport, 68 d'empreses d'hostatgeria i restauració, 14 d'empreses d'informació i comunicació, 50 d'empreses financeres, 56 d'empreses immobiliàries, 130 d'empreses de serveis, 128 d'entitats de l'administració pública i 60 d'empreses classificades com a «altres activitats de serveis».
Dels 250 establiments de servei als particulars que hi havia el 2009, 1 era una comissaria de policia, 2 oficines d'administració d'Hisenda pública, 2 oficines del servei públic d'ocupació, 1 gendarmeria, 1 oficina de correu, 11 oficines bancàries, 4 funeràries, 18 tallers de reparació d'automòbils i de material agrícola, 3 tallers d'inspecció tècnica de vehicles, 2 establiments de lloguer de cotxes, 8 autoescoles, 27 paletes, 9 guixaires pintors, 16 fusteries, 14 lampisteries, 16 electricistes, 11 empreses de construcció, 25 perruqueries, 5 veterinaris, 10 agències de treball temporal, 37 restaurants, 18 agències immobiliàries, 4 tintoreries i 5 salons de bellesa.
Dels 110 establiments comercials que hi havia el 2009, 1 era, 5 supermercats, 1 un supermercat, 2 botigues de més de 120 m², 4 botiges de menys de 120 m², 14 fleques, 10 carnisseries, 1 una botiga de congelats, 9 llibreries, 26 botigues de roba, 6 botigues d'equipament de la llar, 4 sabateries, 2 botigues d'electrodomèstics, 3 botigues de mobles, 5 botigues de material esportiu, 1 una botiga de material esportiu, 1 una botiga de material de revestiment de parets i terra, 4 perfumeries, 4 joieries i 7 floristeries.
L'any 2000 a Louviers hi havia 17 explotacions agrícoles que ocupaven un total de 483 hectàrees.

## Equipaments sanitaris i escolars
El 2009 hi havia 1 hospital de tractaments de curta durada, 2 hospitals de tractaments de mitja durada (seguiment i rehabilitació), 2 psiquiàtrics, 1 centre d'urgències, 2 centres de salut, 8 farmàcies i 2 ambulàncies.
El 2009 hi havia 8 escoles maternals i 8 escoles elementals. A Louviers hi havia 4 col·legis d'educació secundària i 2 liceus d'ensenyament general. Als col·legis d'educació secundària hi havia 1.918 alumnes i als liceus d'ensenyament general 1.949.

## Poblacions més properes
El següent diagrama mostra les poblacions més properes.